# Канада на Зимским олимпијским играма 1960.
Канада је учествовала на осмим по реду Зимским олимпијским играма одржаним 1960. године у Скво Валију, САД. То су биле осме Зимске олимпијске игре на којима су учествовали канадски спортисти. Канада је учествовала у 22 спортске дисциплине од укупно 7 спортова у којима су учествовали: „Алпско скијање, хокеј на леду, уметничко клизање, крос контри, скијашки скокови, нордијска комбинација и брзинско клизање. Канада је освојила укупно четири медаље, две златне, једну сребрну и једну бронзану. Златне медаље су освојене у алпском скијању и уметничком клизању, сребрна у хокеју на леду а бронзана у уметничком клизању.
Канада је на овим играма била успешна у уметничком клизању. Клизачки пар Барбара Вагнер и Роберт Пол су са својом тачком и такозваном „спиралом смрти“ одушевили публику и судије и освојили су златну медаљу. Ово је био један од ретких случајева да су све судије доделиле прво место истом клизачком пару. Недуго после игара пар је освојио и злато на светском клизачком првенству. У конкуранцији клизача, канадски шампион Дон Џексон је освојио бронзану медаљу.
Ен Хектвит је постала први Канађанин који је освојио златну медаљу у скијању, слалому, стигавши чак три секунде испред другопласиране американке Бетси Снајт.
У хокеју на леду, Канада је последњи пут послала клуб да репрезентује земљу. Канаду је представљала екипа Киченер-Вотерлу летећи Холанђани (Kitchener-Waterloo Flying Dutchmen). Конкуренти канадској репрезентацији су биле веома јаке репрезентације САД, Чехословачке и СССР-а. Канада је на турниру победила у шест сусрета и изгубила само једну утакмицу и то од репрезентације САД са 2:1. Сама утакмица је протекла у надмоћности Канађана а голман репрезентације САД је зауставио 39 од 40 удараца на гол а канадски голман је био за једну одбрану лошији. Канади је овај пораз донео друго место и сребрну медаљу.

### Освојене медаље на ЗОИ
| Освојене медаље канадских спортиста на ЗОИ 1960. |                                        |       |        |        |        |
| Спортиста                                        | Спорт                                  | Злато | Сребро | Бронза | Укупно |
| Ен Хектвит                                       | Алпско скијање — спуст, жене           | 1     | 0      | 0      | 1      |
| Уметничко клизање                                | Уметничко клизање — парови             | 1     | 0      | 0      | 1      |
| Хокеј на леду                                    | Хокеј на леду, мушки                   | 0     | 1      | 0      | 1      |
| Доналд Џексон                                    | Уметничко клизање — појединачно, мушки | 0     | 0      | 1      | 1      |
| Укупно                                           | 3                                      | 2     | 1      | 1      | 4      |

### Алпско скијање
Мушки
| Скијаш         | Дисциплина | Спуст  | Спуст    | Слалом | Слалом   | Слалом | Укупно   | Укупно |
| Скијаш         | Дисциплина | Време  | Позиција | Време  | Позиција | Време  | Позиција |        |
| -------------- | ---------- | ------ | -------- | ------ | -------- | ------ | -------- | ------ |
| Донад Брунески | Спуст      |        |          |        |          | 2:19.9 | 28.      |        |
| Фредерик Томи  | Спуст      |        |          |        |          | 2:18.4 | 27.      |        |
| Жан-Ги Брине   | Спуст      |        |          |        |          | 2:18.2 | 26.      |        |
| Верн Андерсон  | Спуст      |        |          |        |          | 2:15.9 | 22.      |        |
| Жан Лисар      | Велеслалом |        |          |        |          | 2:04.7 | 31.      |        |
| Фредерик Томи  | Велеслалом |        |          |        |          | 2:00.1 | 28       |        |
| Жан-Ги Брине   | Велеслалом |        |          |        |          | 1:57.7 | 26.      |        |
| Верн Андерсон  | Велеслалом |        |          |        |          | 1:56.1 | 24       |        |
| Жан-Ги Брине   | Слалом     | 1:26.1 | 40.      | 1:31.9 | 36.      | 2:58.0 | 34.      |        |
| Донад Брунески | Слалом     | 1:19.8 | 28.      | 1:13.1 | 24.      | 2:32.9 | 22.      |        |
| Фредерик Томи  | Слалом     | 1:18.4 | 24.      | 1:25.5 | 30.      | 2:43.9 | 25.      |        |
| Верн Андерсон  | Слалом     | 1:17.0 | 19.      | 1:12.3 | 22.      | 2:29.3 | 19.      |        |

Жене
| Скијаш        | Дисциплина | Спуст  | Спуст    | Слалом | Слалом   | Слалом | Укупно   | Укупно |
| Скијаш        | Дисциплина | Време  | Позиција | Време  | Позиција | Време  | Позиција |        |
| ------------- | ---------- | ------ | -------- | ------ | -------- | ------ | -------- | ------ |
| Елизабет Грин | Спуст      |        |          |        |          | 1:53.3 | 32.      |        |
| Ненси Грин    | Спуст      |        |          |        |          | 1:48.3 | 22.      |        |
| Ненси Холанд  | Спуст      |        |          |        |          | 1:45.2 | 17.      |        |
| Ен Хектвит    | Спуст      |        |          |        |          | 1:42.9 | 12.      |        |
| Ненси Холанд  | Велеслалом |        |          |        |          | 1:48.7 | 29.      |        |
| Елизабет Грин | Велеслалом |        |          |        |          | 1:48.4 | 28.      |        |
| Ненси Грин    | Велеслалом |        |          |        |          | 1:47.4 | 26.      |        |
| Ен Хектвит    | Велеслалом |        |          |        |          | 1:42.1 | 12.      |        |
| Ненси Грин    | Слалом     | 1:09.4 | 36.      | 1:08.6 | 30.      | 2:18.0 | 31.      |        |
| Елизабет Грин | Слалом     | 1:06.0 | 32.      | 1:04.4 | 25.      | 2:10.4 | 24.      |        |
| Ненси Холанд  | Слалом     | 1:01.6 | 22.      | 59.5   | 9.       | 2:01.1 | 12.      |        |
| Ен Хектвит    | Слалом     | 54.0   | 1.       | 55.6   | 2.       | 1:49.6 | 1.       |        |

## Скијашко трчање
Мушки
| Дисциплина | Скијаш          | Трка      | Трка     |
| Дисциплина | Скијаш          | Време     | Позиција |
| ---------- | --------------- | --------- | -------- |
| 15         | Ирвин Серволд   | 59:42.0   | 47       |
| 15         | Кларенс Серволд | 57:04.7   | 35       |
| 30         | Ирвин Серволд   | 2'11:50.4 | 40       |
| 30         | Кларенс Серволд | 2'06:37.9 | 36       |
| 50         | Кларенс Серволд | НЗ        | –        |

## Уметничко клизање
Мушки
| Клизач           | ЦФ | ФС | Позиција | Поена | Пласман |
| ---------------- | -- | -- | -------- | ----- | ------- |
| Доналд Макферсон | 13 | 7  | 1279.7   | 83    | 10.     |
| Доналд Џексон    | 4  | 2  | 1401.0   | 31    | 3.      |

Жене
| Клизач           | ЦФ | ФС | Позиција | Поена | Пласман |
| ---------------- | -- | -- | -------- | ----- | ------- |
| Венди Гринер     | 13 | 8  | 1275.0   | 98    | 12.     |
| Сандра Тјуксбери | 10 | 9  | 1296.1   | 78    | 10.     |

Парови
| Клизачи                    | Поена | Скор | Пласман |
| -------------------------- | ----- | ---- | ------- |
| Марија Јелинек Ото Јелинек | 75.9  | 26   | 4.      |
| Барбара Вагнер Роберт Пол  | 80.4  | 7    | 1.      |

## Хокеј на леду

### Група А
Две првопласиране репрезентације су се квалификовале у групу за борбу од 1. до 6. места.
| Позиција | Репрезентација | Ута | Поб | Пор | Нер | ГД | ГП | Поена |
| -------- | -------------- | --- | --- | --- | --- | -- | -- | ----- |
| 1        | Канада         | 2   | 2   | 0   | 0   | 24 | 3  | 4     |
| 2        | Шведска        | 2   | 1   | 1   | 0   | 21 | 5  | 2     |
| 3        | Јапан          | 2   | 0   | 2   | 0   | 1  | 38 | 0     |

### Резултати Канаде
- Канада 5-2 Шведска
- Канада 19-1 Јапан

### Утакмице од 1. до 6. места
| Позиција | Репрезентација   | Ута | Поб | Пор | Нер | ГД | ГП | Поена |
| -------- | ---------------- | --- | --- | --- | --- | -- | -- | ----- |
| 1        | Сједињене Државе | 5   | 5   | 0   | 0   | 29 | 11 | 10    |
| 2        | Канада           | 5   | 4   | 1   | 0   | 31 | 12 | 8     |
| 3        | Совјетски Савез  | 5   | 2   | 2   | 1   | 24 | 19 | 5     |
| 4        | Чехословачка     | 5   | 2   | 3   | 0   | 21 | 23 | 4     |
| 5        | Шведска          | 5   | 1   | 3   | 1   | 19 | 19 | 3     |
| 6        | Немачка          | 5   | 0   | 5   | 0   | 5  | 45 | 0     |

### Резултати Канаде
- Канада 12-0 Немачка (уједињени тим)
- Канада 4-0 Чехословачка
- САД 2-1 Канада
- Канада 6-5 Шведска
- Канада 8-5 СССР

### Голгетери првенства
| Поз | Репр           | Ута | Гол | Аси | Поена |
| --- | -------------- | --- | --- | --- | ----- |
| 1.  | Фред Ечер      | 7   | 9   | 12  | 21    |
| 2.  | Боб Атерсли    | 7   | 6   | 12  | 18    |
| 5.  | Џорџ Самоленко | 7   | 8   | 4   | 12    |
| 11. | Флојд Мартин   | 7   | 6   | 6   | 12    |

## Нордијска комбинација
Дисциплине:
- скијашки скокови (Три скока, два боља су се рачунала)
- 15 скијашко трчање

| Такмичар        | Дисциплина  | Скијашки скокови | Скијашки скокови | Скијашки скокови | Скијашки скокови | Скијашко трчање | Скијашко трчање | Скијашко трчање | Резултат     | Резултат |
| Такмичар        | Дисциплина  | Дистанца 1       | Дистанца 2       | Поена            | Позиција         | Време           | Поена           | Позиција        | Укупно поена | Позиција |
| --------------- | ----------- | ---------------- | ---------------- | ---------------- | ---------------- | --------------- | --------------- | --------------- | ------------ | -------- |
| Кларенс Серволд | Појединачно | 42.5             | 47.0             | 144.0            | 32.              | 58:49.1         | 238.710         | 2.              | 382.710      | 28.      |
| Ирвин Серволд   | Појединачно | 48.0             | 56.5             | 177.5            | 29.              | 1'03:07.3       | 222.065         | 18.             | 399.565      | 25.      |

## Скијашки скокови
| Скакач      | Дисциплина          | Скок 1 | Скок 1 | Скок 1   | Скок 2 | Скок 2 | Скок 2   | Укупно       | Укупно  |
| Скакач      | Дисциплина          | Даљина | Поена  | Позиција | Даљина | Поена  | Позиција | Укупно поена | Пласман |
| ----------- | ------------------- | ------ | ------ | -------- | ------ | ------ | -------- | ------------ | ------- |
| Алојз Мозер | Нормална скакаоница | 62.0   | 71.4   | 45       | 64.0   | 79.7   | 43       | 151.1        | 44      |
| Жак Шарлан  | Нормална скакаоница | 76.5   | 91.0   | 35       | 73.5   | 95.3   | 35       | 186.3        | 33      |
| Џери Гравел | Нормална скакаоница | 79.5   | 94.4   | 30       | 70.0   | 91.0   | 39       | 185.4        | 34      |

## Брзо клизање
Мушки
| Дисциплина | Клизач      | Трка    | Трка    |
| Дисциплина | Клизач      | Време   | Пласман |
| ---------- | ----------- | ------- | ------- |
| 500        | Лери Мејсон | 44.7    | 41.     |
| 500        | Ралф Олин   | 43.1    | 30.     |
| 500        | Џони Сендс  | 42.8    | 27.     |
| 1.500      | Лери Мејсон | 2:35.3  | 45.     |
| 1.500      | Џони Сендс  | 2:28.4  | 43.     |
| 1.500      | Ралф Олин   | 2:23.5  | 36.     |
| 5.000      | Лери Мејсон | 9:23.5  | 37.     |
| 5.000      | Ралф Олин   | 8:36.8  | 28.     |
| 10.000     | Ралф Олин   | 17:50.9 | 27.     |

Жене
| Дисциплина | Клизач       | Трка   | Трка    |
| Дисциплина | Клизач       | Време  | Пласман |
| ---------- | ------------ | ------ | ------- |
| 500        | Маргарет Роб | 50.0   | 17.     |
| 500        | Дорин Рајан  | 47.7   | 9.      |
| 1.000      | Маргарет Роб | 1:45.8 | 19.     |
| 1.000      | Дорин Рајан  | 1:38.1 | 13.     |
| 1.500      | Маргарет Роб | 2:48.6 | 20.     |
| 1.500      | Дорин Рајан  | 2:34.5 | 13.     |
| 3.000      | Маргарет Роб | 5:43.5 | 16.     |
| 3.000      | Дорин Рајан  | 5:39.7 | 14.     |